# Garcinia glaucescens
Garcinia glaucescens là một loài thực vật có hoa trong họ Bứa. Loài này được Alain & M.M.Mejia mô tả khoa học đầu tiên năm 1994.